# New Tang Dynasty Television
New Tang Dynasty Television (NTD, en chino tradicional, 新唐人電視臺) es una emisora de televisión estadounidense multilingüe, fundada por seguidores del nuevo movimiento religioso Falun Gong, con sede en la ciudad de Nueva York. La señal se fundó en 2001 como emisora en chino, pero desde entonces ha ampliado su oferta lingüística. La empresa sigue centrándose en la China continental en su oferta de noticias. Forma parte de un grupo de medios de comunicación que representan a Falun Gong. Está gestionado por el conglomerado Epoch Media Group, que también gestiona el periódico The Epoch Times.Los sitios de noticias y canales de YouTube de Epoch Media Group han promovido teorías conspirativas como QAnon, teorías conspirativas antivacunas y falsas afirmaciones de fraude en las elecciones presidenciales de 2020 en Estados Unidos.

## Historia
NTD fue fundada en 2001 con la misión de ofrecer noticias sin censura sobre China que los medios controlados por el estado no cubrirían. La estación se enfoca regularmente en la promoción de la cultura de China tradicional, y dedica una amplia cobertura de noticias a problemas de derechos humanos chinos  Adopta una postura crítica sobre lo que considera abusos de poder por parte del Partido Comunista de China.
Desde su fundación, NTD se ha expandido para incluir inglés, español, japonés, francés, ruso, farsi, hebreo y varias ediciones en otros idiomas. Sus ofertas de contenido incluyen noticias y análisis, arte y cultura, viajes, noticias de entretenimiento, salud y estilo de vida, y programación infantil.Los informes críticos de la estación sobre el Partido Comunista de China han provocado la censura del gobierno chino. NTD también alegó que el gobierno chino interfirió con sus informes y operaciones comerciales.NTD comenzó a transmitir vía satélite en Norteamérica en febrero de 2002. En la actualidad, la cobertura satelital de la estación llega a Asia, Europa y Australia en varios idiomas.
En una entrevista con el Wall Street Journal, el presidente Zhong Lee declaró que el propósito original de la compañía era hablar en contra de la persecución a Falun Gong del gobierno chino, pero que "también puede jugar un papel importante impulsando la democracia en China". La estación cubre varios temas que son tabú en China continental, como la corrupción oficial y los problemas de salud pública, y también proporciona una plataforma para los activistas chinos en favor de los derechos humanos y la democracia.The Christian Science Monitor en 2004 llamó a NTDTV "la primera estación de televisión independiente en chino en los Estados Unidos". The Wall Street Journal dijo en 2007 que NTD "sirve como una plataforma para los disidentes pro democracia de China, que han sido desgarrados por las disputas internas y la falta de organización".Las transmisiones de la estación son capaces de llegar a 200 millones de espectadores en todo el mundo, incluidos 50 millones en China continental, según el Wall Street Journal.
Los ingresos de la nueva dinastía Tang en 2017 fueron de 18 millones de $, más del doble de sus ingresos de 7,4 millones de $ en 2016, según informes del Servicio de Impuestos Internos de EE. UU.

## Programación

### Televisión

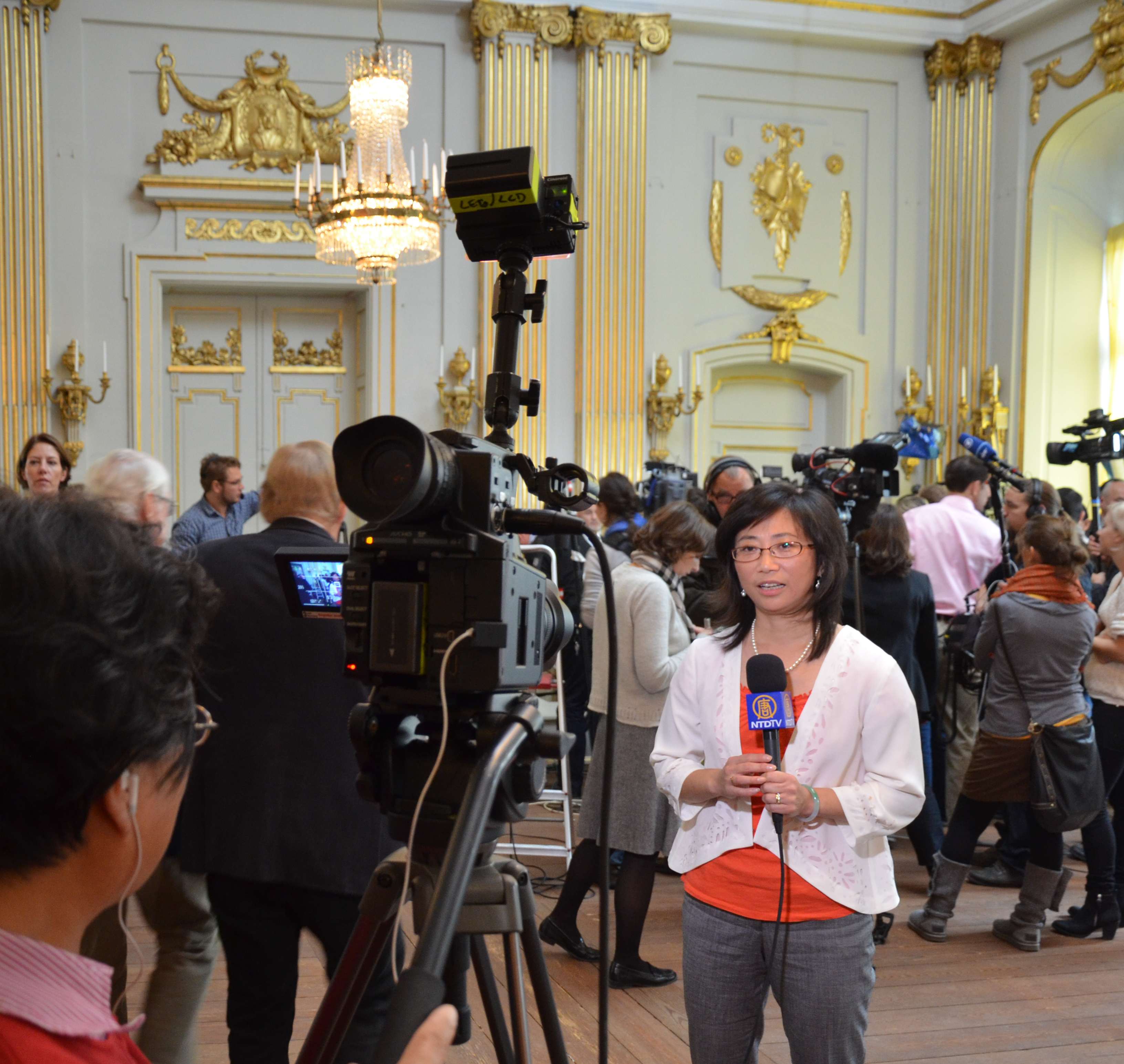
Periodista de NTDTV transmitiendo desde la Real Academia Sueca en Estocolmo, Suecia, en el anuncio de Mo Yan como Premio Nobel de Literatura 2012

NTD transmite 24/7, y ofrece una variedad de programas originales y sindicados, que incluyen noticias, espectáculos de arte y cultura, viajes, noticias de entretenimiento, salud y estilo de vida, y programación infantil.
La estación es más conocida por sus segmentos de noticias y análisis, que suelen contener críticas al gobierno chino, particularmente por los abusos de los derechos humanos, incluida la persecución a Falun Gong.
El Wall Street Journal informó [cita requerida] que la estación dio la noticia del SARS en 2003, tres semanas antes de que el gobierno chino admitiera públicamente que había una epidemia. (Continuó causando al menos 774 muertes.) La estación ofreció una amplia cobertura de elecciones democráticas en Taiwán y la muerte del exsecretario general chino Zhao Ziyang. La estación en idioma chino transmite regularmente una versión en vídeo de los Nueve Comentarios sobre el Partido Comunista, una serie editorial que ofrece una fuerte crítica del gobierno del Partido Comunista Chino, que a menudo se usa contra el Partido Comunista Chino.

### En línea
NTD emite programas regularmente en sus canales moderados de YouTube. China sin censura, originalmente distribuida en el canal NTDonChina, fue moderada por Chris Chappell desde el 21 de septiembre de 2012 y ahora tiene su propio canal. Los temas del programa incluyen las últimas noticias sobre China y el Partido Comunista Chino, críticas al gobierno chino y análisis de sus medios estatales. Se transmite en la transmisión televisiva en idioma mandarín de New Tang Dynasty Television con subtítulos en chino una vez por semana. Chris Chappell ha afirmado que China Uncensored no recibe ningún pago de NTD como parte del acuerdo de distribución de contenido del programa.
En 2019, New Tang Dynasty Television lanzó un docudrama producido por Steve Bannon, expresidente de Breitbart News y asesor de Donald Trump. La película, Garras del dragón rojo, trata sobre la compañía de telecomunicaciones Huawei y el gobierno chino.

## Alcance cultural
Como parte de su misión proclamada de promover la "apreciación y conciencia de la cultura tradicional china", NTD organiza y produce una variedad de programas de divulgación cultural, que incluyen danza clásica china, artes marciales y competencias culinarias. La estación enmarca estas actividades dentro de un contexto de revivir "verdaderas tradiciones culturales y morales chinas que se han perdido bajo el gobierno del Partido Comunista".
De 2004 a 2006, NTD produjo y televisó un espectáculo anual de Año Nuevo Chino, una presentación con danza clásica china y música. Las actuaciones del espectáculo contenían danzas étnicas y folclóricas, danzas que representan leyendas chinas y cuentos morales, actuaciones musicales en solitario y mensajes e imágenes que simpatizan con Falun Gong, e incluyeron "representaciones artísticas de la persecución de practicantes" en China. 
En 2008, la estación comenzó a organizar una serie de concursos anuales abiertos a participantes chinos étnicos en campos de danza clásica china, artes marciales, diseño de vestimenta tradicional, pintura, música, fotografía y cocina china.

## Censura
La postura y los informes anticomunistas del Partido NTD sobre cuestiones de derechos humanos en China han provocado la interferencia y la presión política del Partido Comunista Chino y sus embajadas en el extranjero.  A su vez, junto con disuadir a los funcionarios del gobierno de asistir al espectáculo de Año Nuevo, la embajada china en los Estados Unidos acusó a NTD de ser utilizada para "difundir propaganda contra China" y "distorsionar la cultura china".
En enero de 2007, un teatro en Corea del Sur programado para organizar la presentación del Año Nuevo canceló su reserva en el último minuto, lo que NTD alegó que fue porque China amenazó con acciones contra los próximos espectáculos coreanos en China continental. También se ha informado que NASDAQ rompió lazos con la estación alrededor de este tiempo después de la presión china.
En junio de 2008, el organismo de control de medios Reporteros sin Fronteras ("RSF") acusó a Eutelsat de cerrar las transmisiones de NTD el 16 de junio a través de su satélite W5 para apaciguar al gobierno chino,  y apeló al CEO de Eutelsat, Giuliano Berretta, para revertir rápidamente su decisión. suspender el uso de NTD de Eutelsat. Según RSF, el cierre de NTD fue una "decisión premeditada y políticamente motivada". RSF declaró que estaban en posesión de una grabación de una supuesta conversación con un empleado de Eutelsat en Beijing confirmando las acusaciones. Eutelsat afirmó que el cierre se debió a una falla técnica, negó la validez de la conversación y señaló en julio de 2008 que NTD todavía se está transmitiendo desde las posiciones de Hot Bird.
El 20 de agosto de 2008, la Federación Internacional de Periodistas emitió un comunicado en el que pedía a Eutelsat que restaurara NTD y tres estaciones de radio, incluida Sonido de la Esperanza. La declaración acusó a Eutelsat de inclinarse ante la presión política, y argumentó cómo las próximas Olimpiadas de Beijing podrían haber resultado en la creciente presión del gobierno chino para censurar la transmisión de NTD.
El Parlamento Europeo también pidió a Eutelsat que revierta su decisión de cerrar NTD. Después de esto, Eutelsat emitió un comunicado de prensa y una declaración por escrito, negando todos los cargos de censura contra NTD. La compañía insiste en que el cierre de NTD se debió únicamente a la falla técnica experimentada por el satélite W5, y agrega que NTD se está transmitiendo en toda Europa a través del vídeo de Eutelsat HOT BIRD (que a diferencia de W5, no se puede recibir de China).
En junio de 2010, la Oficina del primer ministro canadiense canceló una conferencia de prensa a la que NTD y La Gran Época habrían asistido, para que el presidente chino, Hu Jintao, no entrara en contacto con la emisora, supuestamente después de los términos del consulado chino. Según el Toronto Star, tales conferencias de prensa suelen ser un procedimiento estándar para los líderes extranjeros que visitan el Parlamento, y la cancelación fue vista como una medida extraordinaria para mantener a NTD alejado del presidente chino.

## NTD Canada
NTD Television Canada se lanzó oficialmente en Rogers Cable el 30 de septiembre de 2008, en Bell Fibe TV en 2010 y en Shaw Cable el 28 de marzo de 2012. También está disponible en Novus Entertainment en Vancouver.
El 25 de julio de 2012, NTD Television lanzó oficialmente NTD Canadá, un canal canadiense local para los televidentes chinos en Canadá. NTD Canadá es un servicio de programación multilingüe que se transmite en cantonés, mandarín, inglés y francés, con el objetivo de llegar a los canadienses chinos de segunda y tercera generación que no hablan chino tan bien como el inglés o el francés.